# Punta del Villano
La punta del Villano (2.663 m s.l.m.) è una montagna delle Alpi del Monginevro nelle Alpi Cozie.

## Descrizione

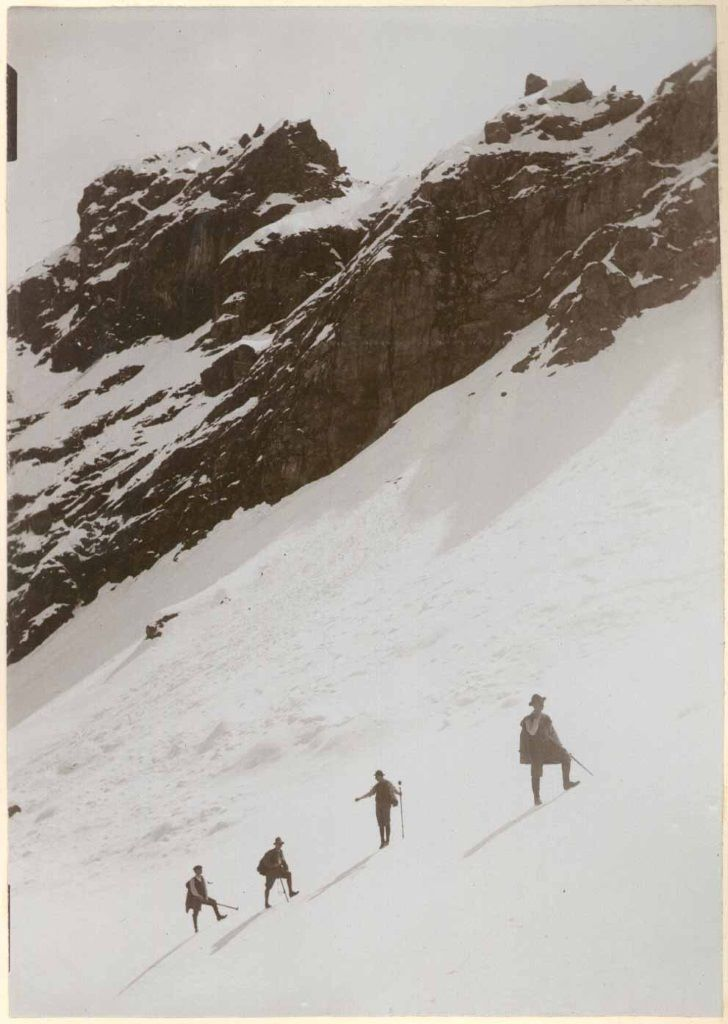
Escursionisti in marcia verso la cima fotografati nel 1913 da Mario Gabinio

La punta del Villano si trova in Val di Susa, sulla cresta del Vallone del Gravio. La montagna è inserita nel Parco naturale Orsiera - Rocciavrè.

## Accesso alla vetta
Si può salire sulla montagna partendo dal Rifugio Valgravio (1390 m) o dal lato opposto dal Rifugio Toesca (1710 m). I due percorsi si congiungono alla Porta del Villano (2507 m), immediatamente a sud della cima.